# Державна премія України імені Тараса Шевченка — лауреати 1999 року
Державні премії України імені Тараса Шевченка в галузі літератури, журналістики, мистецтва і архітектури 1999 року були присуджені Указом Президента України від 4 березня 1999 р. № 229 за поданням Комітету по Державних преміях України імені Т. Г. Шевченка. Розмір Державної премії України імені Тараса Шевченка склав вісімнадцять тисяч гривень кожна та розмір Малої Державної премії України імені Тараса Шевченка дев'ять тисяч гривень.. Цього року Мала Шевченківська премія присуджувалася востаннє. Вона проіснувала лише три роки.

## Список лауреатів
| Галузь                           | Лауреат                                                                                                 | Обґрунтування |
| -------------------------------- | --- | --- |
| Література                       | Кремінь Дмитро Дмитрович — письменник                                                                   | за збірку поезій «Пектораль» |
| Образотворче мистецтво           | Майстри народного мистецтва: Білик Іван Архипович Китриш Михайло Єгорович Омеляненко Василь Онуфрійович | за цикли творів опішнянської кераміки                                                                                             |
| Образотворче мистецтво           | Патик Володимир Йосипович — художник                                                                    | за серію робіт «Земля Шевченка» та твори останніх років                                                                           |
| Музика                           | Гаврилець Ганна Олексіївна, композитор                                                                  | за музично-сценічне дійство «Золотий камінь посіємо»                                                                              |
| Концертно-виконавська діяльність | Буймистер Валерій Григорович — артист                                                                   | за концертні програми 1993—1998 років: «Шевченкіана», «Українські композитори сучасності», «Італійська музика», «Німецька музика» |
| Журналістика і публіцистика      | Наливайко Дмитро Сергійович — літературознавець                                                         | за книгу Очима Заходу. «Рецепція України в Західній Європі XI - XVIII ст.»                                                        |
| Тетатральне мистецтво            | Мерзликін Микола Іванович — режисер-постановник                                                         | за виставу «Пастка для Відьми» у Київському державному музичному театрі для дітей та юнацтва                                      |
| Тетатральне мистецтво            | Щербаков Ігор Володимирович — композитор                                                                | за виставу «Пастка для Відьми» у Київському державному музичному театрі для дітей та юнацтва                                      |
| Мала Шевченківська премія        | Мазур Богдан Миколайович — скульптор                                                                    | за пам'ятники Сергію Параджанову у м. Києві та Ангел скорботи у м. Хмельницькому                                                  |